# Potamometropsis
Potamometropsis is een geslacht van wantsen uit de familie van de Gerridae (schaatsenrijders). Het geslacht werd voor het eerst wetenschappelijk beschreven door Lundblad in 1933.

## Soorten
Het genus bevat de volgende soorten:

- Potamometropsis anomalis Chen & Nieser, 1992
- Potamometropsis bruneiensis J. Polhemus & Zettel, 1997
- Potamometropsis crassifemur J. Polhemus & Zettel, 1997
- Potamometropsis fischeri Zettel, 1994
- Potamometropsis hoogstraali Hungerford, 1957
- Potamometropsis ikarus Zettel, 1994
- Potamometropsis kundesan J. Polhemus & Zettel, 1997
- Potamometropsis longipes Zettel, 2004
- Potamometropsis luzonica Zettel, 1994
- Potamometropsis obnubila Lundblad, 1933
- Potamometropsis poring J. Polhemus & Zettel, 1997
- Potamometropsis sabah J. Polhemus & Zettel, 1997
- Potamometropsis sumaldei Zettel, 1999
- Potamometropsis werneri Hungerford, 1957